# 仁
仁（じん）とは、中国思想における徳の一つ。仁愛。特に、儒家によって強調されており、孔子がその中心に据えた倫理規定で、人間関係の基本。

## 概略
主に「他人に対する親愛の情、優しさ」を意味しており、儒教における最重要な「五常の徳」のひとつ。また仁と義を合わせて、「仁義」と呼ぶ。古代から近代に至るまで東アジアの倫理規定の基盤であった。儒教的社会秩序（礼）を支える精神、心のあり方である。
孔子
儒学を大成した孔子は君子は仁者であるべきと説いた。
孟子
性善説に立つ孟子は惻隠（そくいん）の心が仁の端（はじめ）であると説いた（四端説）。惻隠の心とは同情心のことであり、赤ん坊が井戸に落ちようとしているとき、それを見た人が無意識に赤ん坊を助けようと思う心であると説いた。
なお、孔子は、『論語』のなかで「仁」について明確な定義をおこなっておらず、相手によって、また質問に応じてさまざまに答えている。言い換えれば、儒家の立場においては「仁」とは人間にとってもっとも普遍的で包括的、根源的な愛を意味するものとして考えられてきたのであり、「孝」や「悌」、「忠」なども仁のひとつのあらわれだと主張されているのである。
老子は「大道廃れて仁義あり」といって、仁義をそしり、これとは別の道徳を説いたが、それは「私」の立場であり、これに対し、仁義は「公」的なものであるとされる。

### 万物一体の仁説
程明道の解釈では、仁を「万物（万民）一体」と解釈する。明道は天地万物一体を強調する儒者であり、「万物一体の仁」の説を次のような過程で展開していく。医書では手足の麻痺した症状を「不仁」と呼び、自己の心に対して何らの作用も及ぼしえなくなってしまっているためと解し、これを生の連帯の断絶とそれに対して無自覚であることを意味するとし、生意を回復せしめることが仁であるとした。つまり、「万物一体の仁」の一つの説は「知覚説」であり、痛痒の知覚をもつことを仁としているわけである。もう一つの説は、義・礼・智・信が、皆、仁であるとする立場であり、ここからは仁を「体」とし、五常を「用（作用）」と見なしていたことがわかる（明道にとって、仁は生である）。

## 『論語』からの抜粋
『論語』から抜粋すると、以下の説明がなされている（解釈は一部、史跡足利学校刊のものを参考）。
- 「巧言令色（言葉を巧みに飾り、顔色をとり作ったりするような）な人に仁はない」（学而）
- 「仁者のみがよく（公平に）人を愛し、よく人を悪（にく）む（憎む時も道理に基づき傾かない）」（里仁）
- 「いやしくても、仁を志したなら、悪しきことは無くなる」（里仁）
- 「仁は遠くにあるものではなく、仁を欲すれば、ここに仁は至る」（述而）
- 「仁者は憂えず」（子罕）
- 「剛（私心なく無欲）毅（意思強く思い切りがよい）木（ありのままで飾り気なく）訥（とつ・口下手）は仁に近い」（子路）
- 「仁者は必ず勇があるが、勇者は必ずしも仁があるわけではない」（憲問）

学而で「巧言は仁者ではない」とし、子路で「訥（口下手）は仁に近い」としている点で、多弁を仁と認識していないことがわかる。『論語』では多弁を戒める一節がみられ、一例として、「古人が軽々しく言葉を出さなかったのは自分の言葉が行動に及ばないことを恥としたため」（里仁）としている。

## 皇室と「仁」
日本においては清和天皇が歴代天皇として初めて名前にこの「仁」を用い、皇室の重要な徳目の一つとみなされてきた。
後桃園天皇以降（女帝である明正天皇と後桜町天皇を除けば後小松天皇以降）の歴代天皇、桂宮家、有栖川宮家および閑院宮家では「仁」を「通字」とすることが慣例となっている。
多くの場合、「○仁」を「○ひと」と読む。

## 備考
- 孔子の「仁を実践するにあたっては師匠にも譲らない」という言葉から渋沢栄一は儒教にも権利主義がみられるとする[8]。
- 孟子の「財産を作れば、仁の徳から背いてしまう。仁の徳を行えば、財産はできない」の考え方から、日本でも統治者である武士は積極的に経済活動に参加せず、人を治める者は人々から養われる存在として、養ってくれる民を守る義務があると考えた[9]。
- 兵法書の『孫子』には、武将に必要な徳として、「智・信・仁・勇・厳」（五常と違い、義・礼の代わりに勇・厳がある）と記し、仁を含めているが、日本の儒者である荻生徂徠の指摘として、「仁なれば厳ならず、厳なれば仁ならず（部下に対して仁を取れば、威厳の方が立たない）」、「4つの徳備わりても、信また備わり難し」（『孫子国字解』）と解釈を述べ、仁と厳（また信）の両立が難しいことを記述している。